# Chaudefontaine (Doubs)
Chaudefontaine ist eine Ortschaft und eine ehemalige Gemeinde mit zuletzt 212 Einwohnern (Stand: 1. Januar 2015) im französischen Département Doubs in der Region Bourgogne-Franche-Comté.
Zum 1. Januar 2018 wurde Chaudefontaine mit der Gemeinde Marchaux zur neuen Gemeinde (Commune nouvelle) Marchaux-Chaudefontaine zusammengelegt.

## Geographie
Chaudefontaine liegt auf 280 m, etwa 15 Kilometer nordöstlich der Stadt Besançon (Luftlinie). Das Dorf erstreckt sich in der gewellten Landschaft zwischen den Flusstälern von Doubs und Ognon, in einer Senke zwischen dem Hügel von Châtillon-Guyotte im Süden und den Ausläufern der Grande Côte im Norden.
Die Fläche des 6,33 km² großen Gemeindegebiets umfasst einen Abschnitt in den äußersten nordwestlichen Höhenzügen des Juras. Der Hauptteil des Gebietes wird von einer breiten Talmulde eingenommen, die durch den Ruisseau de la Corcelle nach Nordosten zum Ognon entwässert wird. Sie wird durch verschiedene kurze Tälchen untergliedert. Diese Senke ist teils mit Acker- und Wiesland, teils mit Wald bestanden. Nach Norden erstreckt sich das Gemeindeareal bis auf den bewaldeten Höhenrücken des Bois du Fays, auf dem mit 448 m die höchste Erhebung von Chaudefontaine erreicht wird.
Nachbarortschaften von Chaudefontaine sind Moncey im Norden, Corcelle-Mieslot und Pouligney-Lusans im Osten, Châtillon-Guyotte und Marchaux im Süden sowie Champoux im Westen.

## Geschichte
Chaudefontaine ist benannt nach mehreren Quellen, die beim Dorf entspringen. Im Mittelalter gehörte das Dorf zur Herrschaft Châtillon-Guyotte. Zusammen mit der Franche-Comté gelangte es mit dem Frieden von Nimwegen 1678 definitiv an Frankreich.

## Sehenswürdigkeiten
Die einschiffige Kapelle Saint-Guérin wurde im 18. Jahrhundert erbaut.

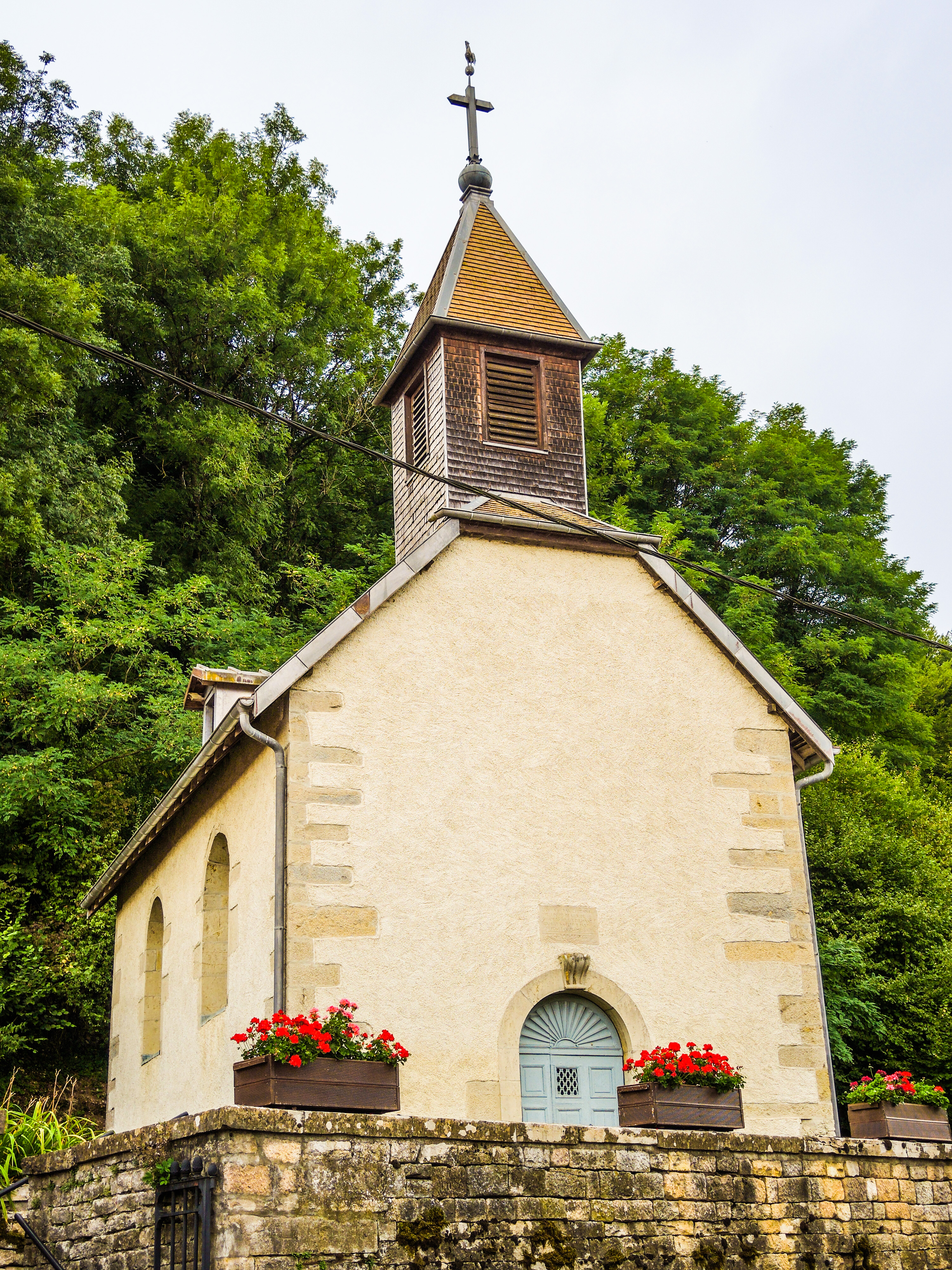
Kapelle Saint-Guérin
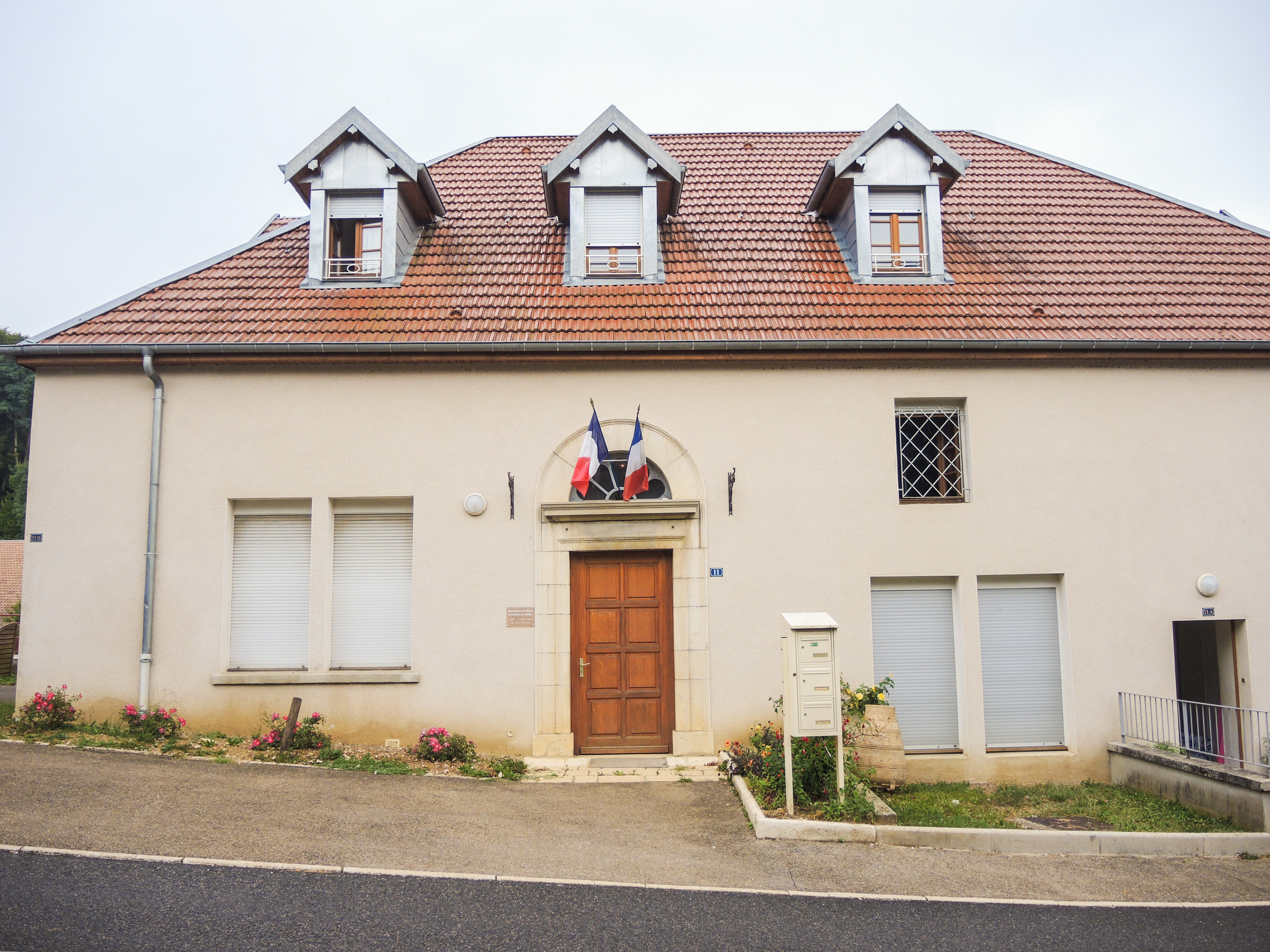
Ehemaliges Rathaus
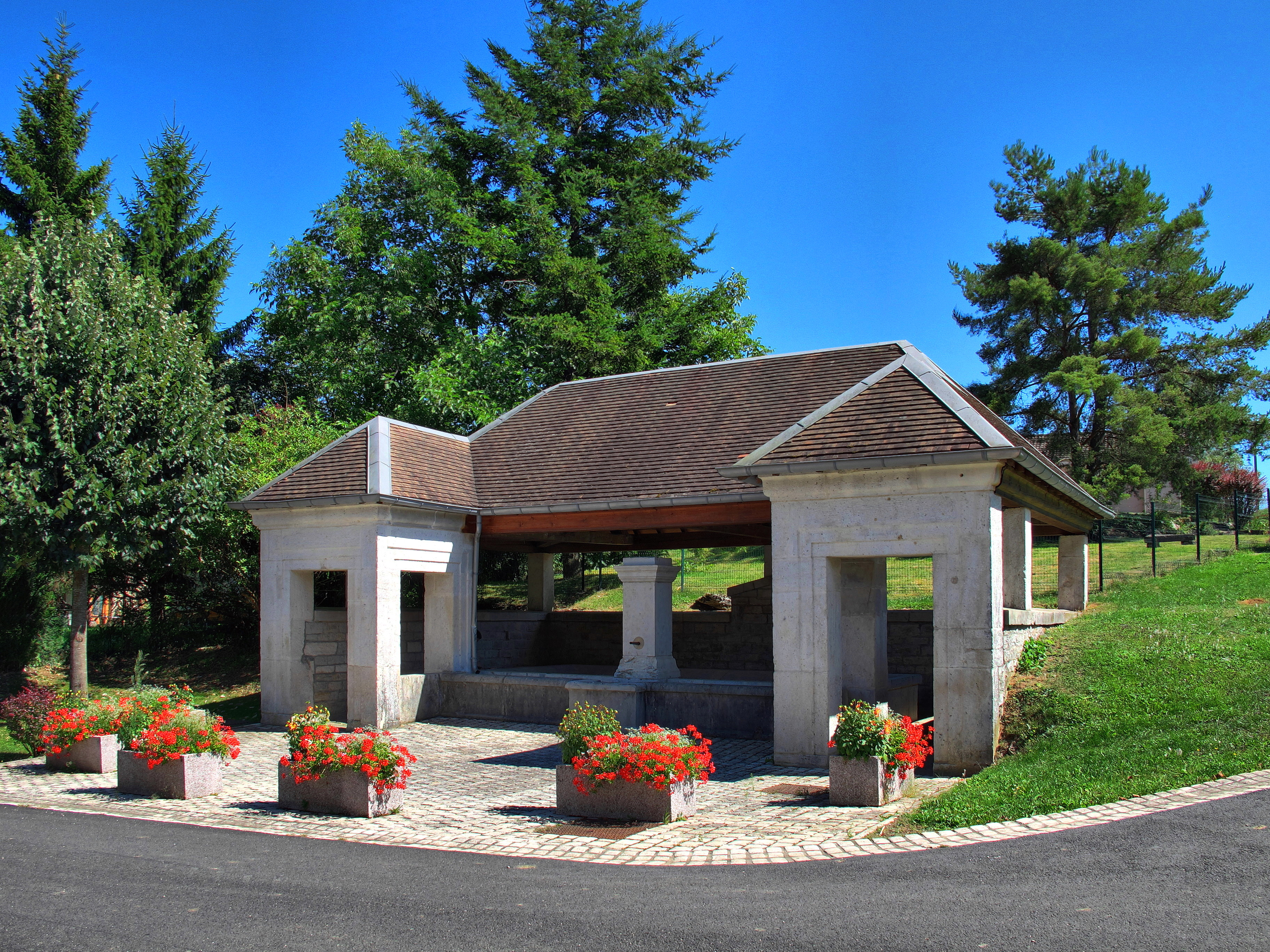
Lavoir

## Bevölkerung
| Bevölkerungsentwicklung | Bevölkerungsentwicklung |
| Jahr                    | Einwohner               |
| ----------------------- | ----------------------- |
| 1962                    | 140                     |
| 1968                    | 141                     |
| 1975                    | 206                     |
| 1982                    | 245                     |
| 1990                    | 215                     |
| 1999                    | 208                     |
| 2015                    | 212                     |

Mit zuletzt 212 Einwohnern (Stand: 1. Januar 2015) gehörte Chaudefontaine zu den kleinen Gemeinden des Départements Doubs. Nachdem die Einwohnerzahl in der ersten Hälfte des 20. Jahrhunderts kontinuierlich abgenommen hatte (1901 wurden noch 212 Personen gezählt), wurde vor allem während der 1970er Jahre ein deutliches Bevölkerungswachstum verzeichnet. Seither wurde wieder eine leicht rückläufige Tendenz beobachtet.

## Wirtschaft und Infrastruktur
Chaudefontaine war bis weit ins 20. Jahrhundert hinein ein vorwiegend durch die Landwirtschaft (Ackerbau, Obstbau und Viehzucht) und die Forstwirtschaft geprägtes Dorf. Daneben gibt es heute verschiedene Betriebe des lokalen Kleingewerbes und des Einzelhandels. Am Ortsrand hat sich seit den 1970er Jahren eine Gewerbezone entwickelt, die unter anderem Betriebe des Metallbaus und des Baugewerbes umfasst. Mittlerweile hat sich das Dorf auch zu einer Wohngemeinde gewandelt. Viele Erwerbstätige sind deshalb Wegpendler, die in der Agglomeration Besançon ihrer Arbeit nachgehen.
Die Ortschaft ist verkehrstechnisch gut erschlossen. Sie liegt an der Departementsstraße, die von Besançon nach Rougemont führt. Der nächste Anschluss an die Autobahn A36, die das Gemeindegebiet durchquert, befindet sich in einer Entfernung von ungefähr zwei Kilometern. Weitere Straßenverbindungen bestehen mit Moncey, Champoux und Châtillon-Guyotte.